# Xubuntu
Xubuntu (pronunciato /zuːˈbuːntuː/) è una distribuzione derivata da Ubuntu basata sul prestante desktop environment Xfce, da cui deriva la "X" iniziale.

## Caratteristiche
La distribuzione utilizza, dove è possibile, programmi scritti appositamente per Xfce i quali, anche se si basano sulle GTK+ 2, la rendono più leggera rispetto ad Ubuntu.
L'obiettivo di Xubuntu è quello di fornire una distribuzione facile da usare, basata su Ubuntu, che si focalizza sull'integrazione, sull'usabilità e sull'ottenimento di accettabili prestazioni su macchine con poca memoria. Xubuntu viene sviluppato autonomamente come parte della comunità di Ubuntu, del quale riprende i valori.
Date le sue non eccessive necessità in fatto di risorse hardware, specialmente per la RAM, Xubuntu viene tipicamente usata sui PC datati e, prima dell'avvento di Unity, era utilizzata anche sui netbook come l'ASUS EeePC o l'Acer Aspire One, che con le loro modeste caratteristiche hardware traggono un notevole vantaggio dalla leggerezza di Xfce.
Nel 2011 Linus Torvalds, dopo essere rimasto deluso dalle caratteristiche del nuovo ambiente desktop GNOME 3, ha dichiarato che Xfce offre l'esperienza di utilizzo che più si avvicina a quella offerta dal precedente GNOME 2.
Chi utilizza Xubuntu può contare sul file manager Thunar, il gestore di file standard di Xfce, sempre improntato alla facilità d'uso. Si possono integrare anche funzioni di altri file manager, come Nautilus (file manager di GNOME) o Dolphin (file manager di KDE). Inoltre, la gestione dei file risulta semplificata, poiché si possono usare i classici comandi di Linux, come “cp”, “mv” e “rm”. Molti software sono compatibili con questo sistema operativo e si possono perciò utilizzare i programmi più vari. Anche sui computer vecchi è possibile installare questa distribuzione, dato anche il suo elevato riconoscimento hardware.

## Versioni
Le versioni di Xubuntu sono pubblicate due volte all'anno, in coincidenza con le versioni di Ubuntu. Le versioni Xubuntu Long Term Support (LTS) sono supportate per tre anni, contrariamente ai cinque per le versioni LTS di Ubuntu.
Come per Ubuntu e le sue derivate, anche Xubuntu ha un nome di animale con le stesse iniziali progressivamente in ordine alfabetico, mentre il numero indica anno e mese della pubblicazione.
A seguito troviamo una breve descrizione di tutte le versioni finora pubblicate.

### Dapper Drake 6.06

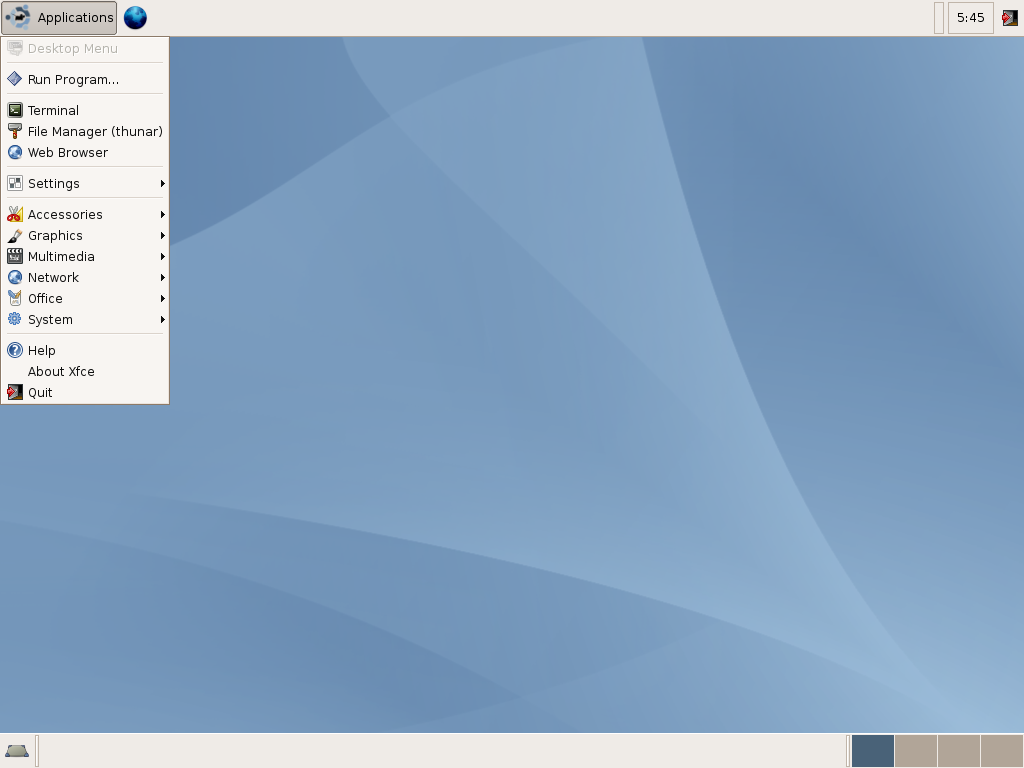
Xubuntu 6.06

La prima versione standalone di Xubuntu, la 6.06 LTS, è stata pubblicata il 1º giugno 2006.
È stata introdotta con questa dichiarazione:
| “ | Xubuntu è una nuova distribuzione derivante da Ubuntu, usa l'ambiente grafico XFCE e una selezione di applicazioni GTK2. I modesti requisiti di sistema lo rendono adatto a computer vecchi. Xubuntu è costruito sulle solide basi di Ubuntu, con un supporto hardware di prim'ordine e una grande quantità di software aggiuntivo disponibile. | ” |

Questa versione usava il Linux kernel 2.6.15.7 e Xfce 4.4 beta 1. I programmi inclusi includevano Thunar file manager, GDM desktop manager, Abiword word processor e Gnumeric spread sheet, Evince PDF document viewer, Xarchiverarchive manager, Xfburn CD burner, Firefox 1.5.0.3 web browser, Thunderbird 1.5.0.2 email client e il gestore di pacchetti GDebi.

### Edgy Eft 6.10
La principale novità di questa versione riguarda la presenza della versione 4.4 BETA 2 di Xfce.

### Feisty Fawn 7.04
Questa versione si allinea ai miglioramenti apportati con Ubuntu 7.04 ed include la versione stabile di Xfce 4.4.

### Gutsy Gibbon 7.10
Uscita il 18 ottobre 2007, include l'ultima release stabile di Xfce (4.4.1).
Esiste una versione adattata per l'ASUS Eee PC chiamata Eeexubuntu.

### Hardy Heron 8.04
Uscita il 24 aprile 2008, versione LTS (Long Term Support), include la versione stabile di Xfce (4.4.2), Linux kernel 2.6.24, Abiword 2.4.6, Gnumeric 1.8.2.

### Intrepid Ibex 8.10

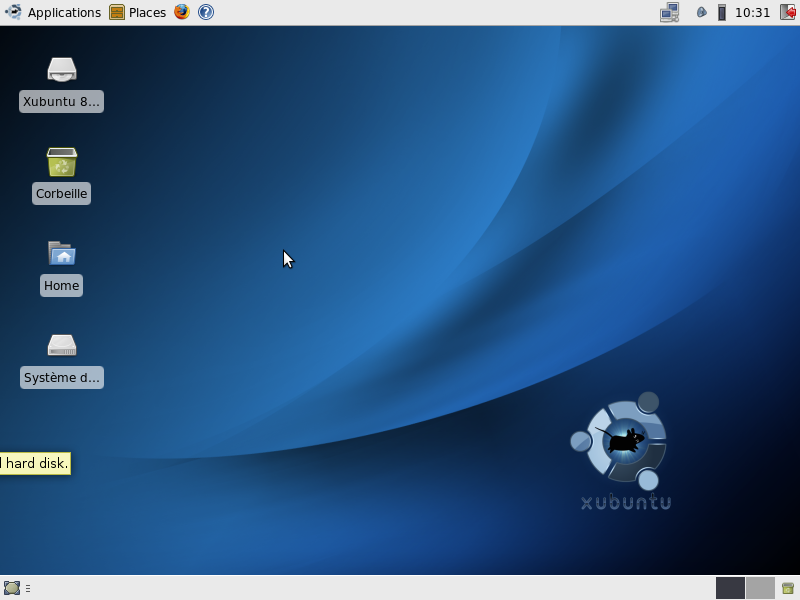
Xubuntu 8.10

Uscita il 30 ottobre 2008, include la versione stabile di Xfce (4.4.2), X.Org 7.4, Linux kernel 2.6.27, Samba 3.2, AbiWord 2.6 e Network manager 0.7.

### Jaunty Jackalope 9.04
Uscita il 23 aprile 2009, include la versione stabile di Xfce (4.6.0), AbiWord 2.6.6. Openoffice non è installato di default ma è possibile installare la versione 3.0.1

### Karmic Koala 9.10
Uscita il 29 ottobre 2009, include la versione stabile di Xfce (4.6.1), sostituisce hal con il nuovo gestore delle periferiche di archiviazione DeviceKit, sfrutta nuovi driver video per Intel, passando dall'accelerazione EXA alla nuova UXA, riducendo i problemi di lentezza della sospensione della sessione ed il "flickering" dell'avvio. File system Ext4 di default.

### Lucid Lynx 10.04
Uscita il 29 aprile 2010. Supporto LTS (Long Term Support). Contiene Xfce 4.6.1, AbiWord 2.8.2, Gnumeric 1.10.1, Linux kernel 2.6.32. Introdotto KMS (Kernel Mode Setting).

### Maverick Meerkat 10.10
Uscita il 10 ottobre 2010, include la versione stabile di Xfce (4.6.2), Xfburn ha rimpiazzato Brasero, Xfce task manager ha rimpiazzato GNOME task manager e Parole ha sostituito Totem come media player. Linux kernel 2.6.35.

### Natty Narwhal 11.04
Uscita il 29 aprile 2011, include Xfce 4.8 ed è basata sul kernel Linux 2.6.38.2. Il supporto è garantito fino all'ottobre 2012.

### Oneiric Ocelot 11.10
Uscita il 13 ottobre 2011, include Xfce 4.8.3 ed è basata sul kernel Linux 3.0.
Leafpad ha sostituito l'editor Mousepad e LightDM ha preso il posto di GDM. Inoltre è stato aggiunto il visualizzatore di immagini gThumb.

### Precise Pangolin 12.04
Pubblicato il 26 aprile 2012, versione LTS (Long Term Support) include Xfce 4.8.3 ed è basata sul kernel Linux 3.2 (non-PAE).
Il supporto dura tre anni, a differenza dei cinque anni previsti per le versioni LTS di Edubuntu, Kubuntu e Ubuntu 12.04.
Pavucontrol è usato al posto di xfce4-mixer, l'editor di menù Alacarte è installato di default e contiene le relative voci di menu di Xfce.
I requisiti minimi per questa release sono: 512 MiB di Ram e 5GB di spazio libero su disco

### Quantal Quetzal 12.10
Pubblicata il 18 ottobre 2012, include l'ambiente grafico Xfce 4.10 ed è basata sul kernel Linux 3.5 PAE.
Il supporto ufficiale durerà fino ad aprile 2014.
È stato introdotto il login manager grafico LightDM, riscritta la documentazione offline e aggiornate varie applicazioni e temi grafici.

### Raring Ringtail 13.04
Pubblicata il 25 aprile 2013, include l'ambiente grafico Xfce 4.10.2 e il kernel 3.8; da questa versione vengono reintrodotti Gimp e Gnumeric e a causa della grandezza dell'immagine ISO si necessiterà di un DVD o penna USB. Il supporto sarà di 9 mesi.

### Saucy Salamander 13.10
Pubblicata il 17 ottobre 2013, contiene il kernel 3.11, supportata per 9 mesi.

### Trusty Tahr 14.04
Pubblicata il 17 aprile 2014, versione LTS (Long Term Support), supportata per 3 anni.
Whisker è stato introdotto come menù di default, MenuLibre sostituisce Alacarte per la gestione dei menù, Light Locker sostituisce xscreensaver per il blocco schermo. Versione del Kernel 3.13 mentre Xfce è presente nella versione 4.11.

### Utopic Unicorn 14.10
Pubblicata il 23 ottobre 2014, supportata per 9 mesi. Versione del Kernel 3.16.

### Vivid Vervet 15.04
Pubblicata il 23 aprile 2015, contiene il kernel 3.19 e Xfce 4.12.

### Wily Werewolf 15.10
Xubuntu 15.10 è stata pubblicata il 22 ottobre 2015. La distribuzione giunge così al Kernel 4.2 e a Xfce 4.12

### Xenial Xerus 16.04
Questa è la nuova versione LTS pubblicata il 21 aprile 2016
Questa versione porta solo pochi cambiamenti grafici rispetto alla 15.04. Gnumeric e Abiword sono stati rimpiazzati con
LibreOffice Calc e LibreOffice Writer, insieme ad un nuovo tema di default per LibreOffice, chiamato libreoffice-style-elementary.

### Yakkety Yak 16.10
Pubblicata il 13 ottobre 2016, versione kernel 4.8.

### Zesty Zapus 17.04
Pubblicata il 13 aprile 2017.

### Artful Aardavrk 17.10
Pubblicata il 19 ottobre 2017.

### Bionic Beaver 18.04
Pubblicata il 27 aprile 2018.

## Tabella versioni
| Colore | Significato                 |
| ------ | --------------------------- |
| Rosso  | Versioni non più supportate |
| Giallo | Release ancora supportate   |
| Verde  | Versione corrente           |
| Blu    | Release future              |

| Versione  | Code Name        | Data di pubblicazione | Supportata fino | Note                                        |
| --------- | ---------------- | --------------------- | --------------- | ------------------------------------------- |
| 5.10      | Breezy Badger    | 13/10/2005            | 13/04/2007      | xubuntu-desktop unico pacchetto disponibile |
| 6.06 LTS  | Dapper Drake     | 01/06/2006            | giugno 2009     | Prima release di Xubuntu ufficiale, LTS     |
| 6.10      | Edgy Eft         | 26/10/2006            | 25/04/2008      |                                             |
| 7.04      | Feisty Fawn      | 19/04/2007            | 19/10/2008      |                                             |
| 7.10      | Gutsy Gibbon     | 18/10/2007            | 18/04/2009      |                                             |
| 8.04 LTS  | Hardy Heron      | 24/04/2008            | aprile 2011     | LTS                                         |
| 8.10      | Intrepid Ibex    | 30/10/2008            | aprile 2010     |                                             |
| 9.04      | Jaunty Jackalope | 23/04/2009            | ottobre 2010    |                                             |
| 9.10      | Karmic Koala     | 29/10/2009            | aprile 2011     |                                             |
| 10.04 LTS | Lucid Lynx       | 29/04/2010            | aprile 2013     | LTS                                         |
| 10.10     | Maverick Meerkat | 10/10/2010            | aprile 2012     |                                             |
| 11.04     | Natty Narwhal    | 28/04/2011            | ottobre 2012    |                                             |
| 11.10     | Oneiric Ocelot   | 13/10/2011            | aprile 2013     |                                             |
| 12.04 LTS | Precise Pangolin | 26/04/2012            | aprile 2015     | LTS                                         |
| 12.10     | Quantal Quetzal  | 18/10/2012            | 16/05/2014      |                                             |
| 13.04     | Raring Ringtail  | 25/04/2013            | dicembre 2013   |                                             |
| 13.10     | Saucy Salamander | 17/10/2013            | giugno 2014     |                                             |
| 14.04 LTS | Trusty Tahr      | 17/04/2014            | aprile 2017     | LTS                                         |
| 14.10     | Utopic Unicorn   | 23/10/2014            | giugno 2015     |                                             |
| 15.04     | Vivid Vervet     | 23/04/2015            | dicembre 2015   |                                             |
| 15.10     | Wily Werewolf    | 22/10/2015            | giugno 2016     |                                             |
| 16.04 LTS | Xenial Xerus     | 21/04/2016            | aprile 2019     | LTS                                         |
| 16.10     | Yakkety Yak      | 13/10/2016            | giugno 2017     |                                             |
| 17.04     | Zesty Zapus      | 13/04/2017            | dicembre 2017   |                                             |
| 17.10     | Artful Aardavrk  | 19/10/2017            | luglio 2018     |                                             |
| 18.04 LTS | Bionic Beaver    | 26/04/2018            | 29 aprile 2021  | LTS                                         |

## Requisiti minimi di sistema e quelli consigliati
Per provare e installare Xubuntu tramite Live DVD servono un processore a 64 bit e almeno 1 GB di RAM. Una volta installato il sistema sono necessari almeno 1 GB di memoria RAM e almeno 8,6 GB di spazio libero di memoria di massa. Il processore del computer deve supportare PAE per poter eseguire Xubuntu.
Per far girare più applicazioni è raccomandato avere un processore a doppio core da 1,5 GHz, almeno 2 GB di RAM e 20 GB di spazio sul disco fisso per installare nuove applicazioni e salvare i propri dati.